# Włodzimierz Michalski (trener)
Włodzimierz Michalski (ur. 5 lipca 1949 w Łęczycy) – polski trener lekkiej atletyki.

## Życiorys
W czasie nauki szkolnej trenował koszykówkę i lekkoatletykę w barwach Tęczy Łęczyca. Jest absolwentem Liceum Ogólnokształcącego im. Kazimierza Wielkiego w Łęczycy (1968) i Wyższej Szkoły Wychowania Fizycznego w Poznaniu (1972). Po studiach pracował jako nauczyciel w-f, najpierw w liceum w Łęczycy, od 1974 w Bydgoszczy, najpierw w VI, a następnie w VII Liceum Ogólnokształcącym. W latach 1975-1988 był także trenerem w Zawiszy Bydgoszcz. Specjalizował się w skoku wzwyż, a jego najlepszym zawodnikiem był Jarosław Kotewicz. W latach 1983-1988 był równocześnie trenerem reprezentacji Polski juniorów w skoku wzwyż, w której prowadził poza J. Kotewiczem Artura Partykę i Przemysława Radkiewicza. Na mistrzostwach świata juniorów w 1988 A. Partyka zdobył złoty, a J. Katewicz brązowy medal.
W latach 1988-2017 pracował w Akademii Medycznej w Bydgoszczy (od 2004 Collegium Medicum Uniwersytetu Mikołaja Kopernika). W 2003 ponownie rozpoczął pracę trenerską w Zawiszy Bydgoszcz, gdzie zajął się grupą skoczków o tyczce, do której należały jego dzieci, Łukasz i Joanna. W 2009 do grupy tej dołączył Paweł Wojciechowski, który w 2011 został mistrzem świata seniorów.
W latach 2017-2018 pracował w Polskim Związku Piłki Siatkowej jako trener przygotowania fizycznego juniorów. W 2022 został ponownie trenerem Pawła Wojciechowskiego
W 1988 został wybrany najlepszym trenerem województwa bydgoskiego w plebiscycie Expressu Bydgoskiego. Jest laureatem Wielkiej Honorowej Nagrody Sportowej za rok 2011. Polski Związek Lekkiej Atletyki uznał go najlepszym trenerem w tym samym roku.